# Advanced Land Observing Satellite
Pour les articles homonymes, voir Alos.
Advanced Land Observing Satellite (ALOS), renommé Daichi après son lancement, est un satellite de télédétection japonais de quatre tonnes lancé en 2006. À la date de son lancement, il s'agit du plus gros satellite lancé par le Japon.

## Historique
ALOS est lancé le 24 janvier 2006 depuis la base de Tanegashima par un lanceur fusée H-IIA. Il est placé sur une orbite héliosynchrone à une altitude de 692 kilomètres et une inclinaison de 98,16 degrés. Son cycle est de 46 jours et il survole la surface à 10 h 30 locale. Le 22 avril 2011 le contact avec sa télémétrie est perdu à cause d'un problème avec la génération d'électricité,.

## Caractéristiques techniques
Par sa une masse de 4 tonnes dont 180 kg d'hydrazine, ALOS est le plus gros satellite lancé par le Japon. Son envergure totale une fois ses antennes et panneaux solaires déployés est de 8,9 m x 27,4 m x 6,2 m. L'énergie est fournie par une unique aile orientable (1 degré de liberté) longue de 22 mètres et large de 3 mètres constituée de panneaux solaires qui fournissent 7 kW en fin de vie (au bout de 3 ans). ALOS est stabilisé 3 axes et son système de contrôle d'attitude permet d'obtenir une précision de pointage de 0,0002°. Le satellite dispose de deux équipements pour la transmission des données recueillies. Un émetteur en bande Ka permet un débit de 240 mégabits/s. Un deuxième émetteur en bande S permettant un débit de 120 mégabits/s est utilisé comme système de secours pour les données produites par l'instrument AVNIR-2. ALOS dispose d'une mémoire de masse de 768 gigabits qui permet de stocker environ une heure de données. 

### Charge utile
La charge utile est constituée de trois instruments.

#### Le senseur optique panchromatique PRISM
Le senseur optique panchromatique PRISM (Panchromatic Remote-sensing Instrument for Stereo Mapping) utilise trois télescopes distincts pour la prise d'images dont la résolution est de 2,5 mètres. L'un de ces télescopes pointe au nadir tandis que l'axe optique des deux autres est pointé vers l'avant et l'arrière du satellite (dans le sens de son déplacement) en faisant un angle de 23,8° avec la verticale. La fauchée est de 70 km de large pour le télescope dont l'axe est aligné avec le nadir et de 35 km pour les deux autres. Chaque télescope a une ouverture de 30 cm et une longueur focale de 2 mètres. Les données sont recueillies au plan focal par six à huit barrettes de CCD représentant un total de 40 000 pixels par télescope. L'instrument produit 960 mégabits par seconde de données brutes qui sont compressées à 240 ou 120 mégabits par seconde. 

#### Le senseur optique infrarouge AVNIR-2
AVNIR-2 (Advanced Visible and Near-Infrared Radiometer) est un senseur optique infrarouge à quatre canaux s'étageant entre 0,42 et 0,89 micromètre qui restitue des images avec une résolution de 10 mètres. Le télescope utilise une optique de type Schmidt et a une ouverture de 24 cm et une longueur focale de 80 cm. La largeur de la fauchée est de 70 km (angle de 5,8°). L'axe du télescope peut pointé à 44° de part et d'autre de la verticale du satellite. Le détecteur est constitué par une barrette de 7000 pixels. L'instrument produit 160 mégabits/s de données brutes qui sont compressées à 120 mégabits par seconde. L'instrument est développé par Mitsubishi Electric Corporation.

#### Le radar PALSAR
PALSAR (Phased Array L-band Synthetic Aperture Radar) est un radar à synthèse d'ouverture qui est une version dérivée de l'instrument SAR installé sur le satellite JERS-1. PALSAR est un radar fonctionnant en bande L dont le pointage peut être modifié de manière que l'incidence soit comprise entre 8 et 60°. L'antenne longue de 8,9 mètres et large de 3,5 mètres comprend 80 modules élémentaires d'émission/réception. Le radar peut être utilisé selon 4 modes. La résolution est comprise selon les modes entre 10 et 100 mètres. L'instrument a une masse totale de 600 kg dont 500 kg pour l'antenne. La consommation électrique maximale est de 2 kW.